# Argenteuil (municipio regional de condado)
Argenteuil (AFI: [aʀʒɑ̃tœj]) es un municipio regional de condado (MRC) de la provincia de Quebec en Canadá. Está ubicado en la región administrativa de Laurentides. La sede y ciudad más grande del MRC es Lachute.

## Geografía

Localización de Argenteuil, en rojo Lachute

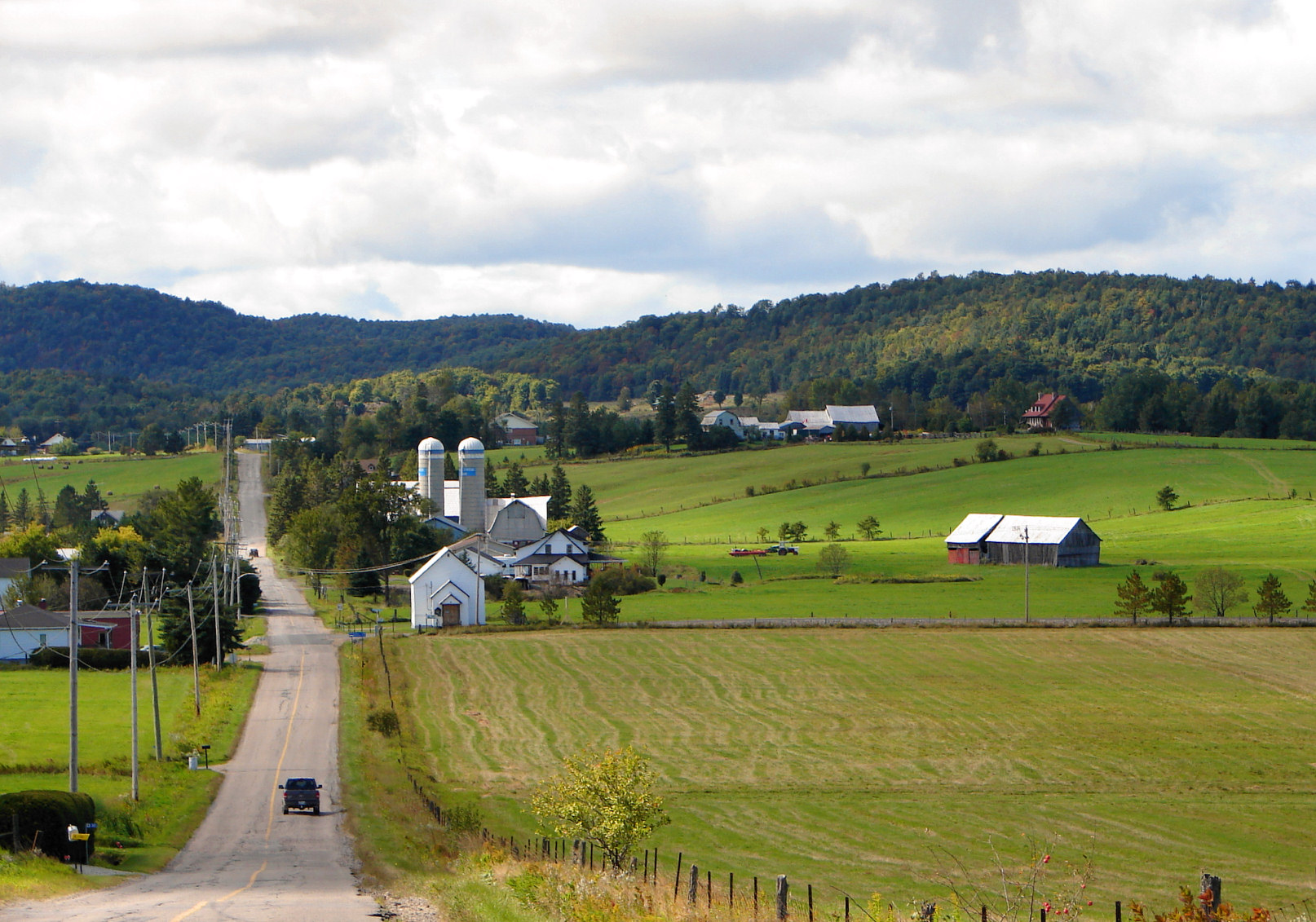
Harrington

Argenteuil está por el río Ottawa entre los MRC de Papineau (que está en la región de Outaouais) al oeste, de Les Laurentides y de Les Pays-d'en-Haut al norte, de La Rivière-du-Nord, Mirabel y Deux-Montagnes al este. Al sur, en otra orilla del río Ottawa se encuentran el MRC de Vaudreuil-Soulanges en la región del Vallée-du-Haut-Saint-Laurent así como los condados unidos de Prescott-Russell en la provincia vecina de Ontario. Está localizado en el encuentro de la planicie de San Lorenzo al sur y de la llanura de las montañas Laurentides al norte. Rivière Rouge (río Rojo) y rivière du Nord (río del Norte) son dos afluentes del río Ottawa. Hay 450 lagos en el MRC cuyos más grandes son lagos Barron, Louisa y MacDonald. La selva cubre 76 % del territorio.

## Historia

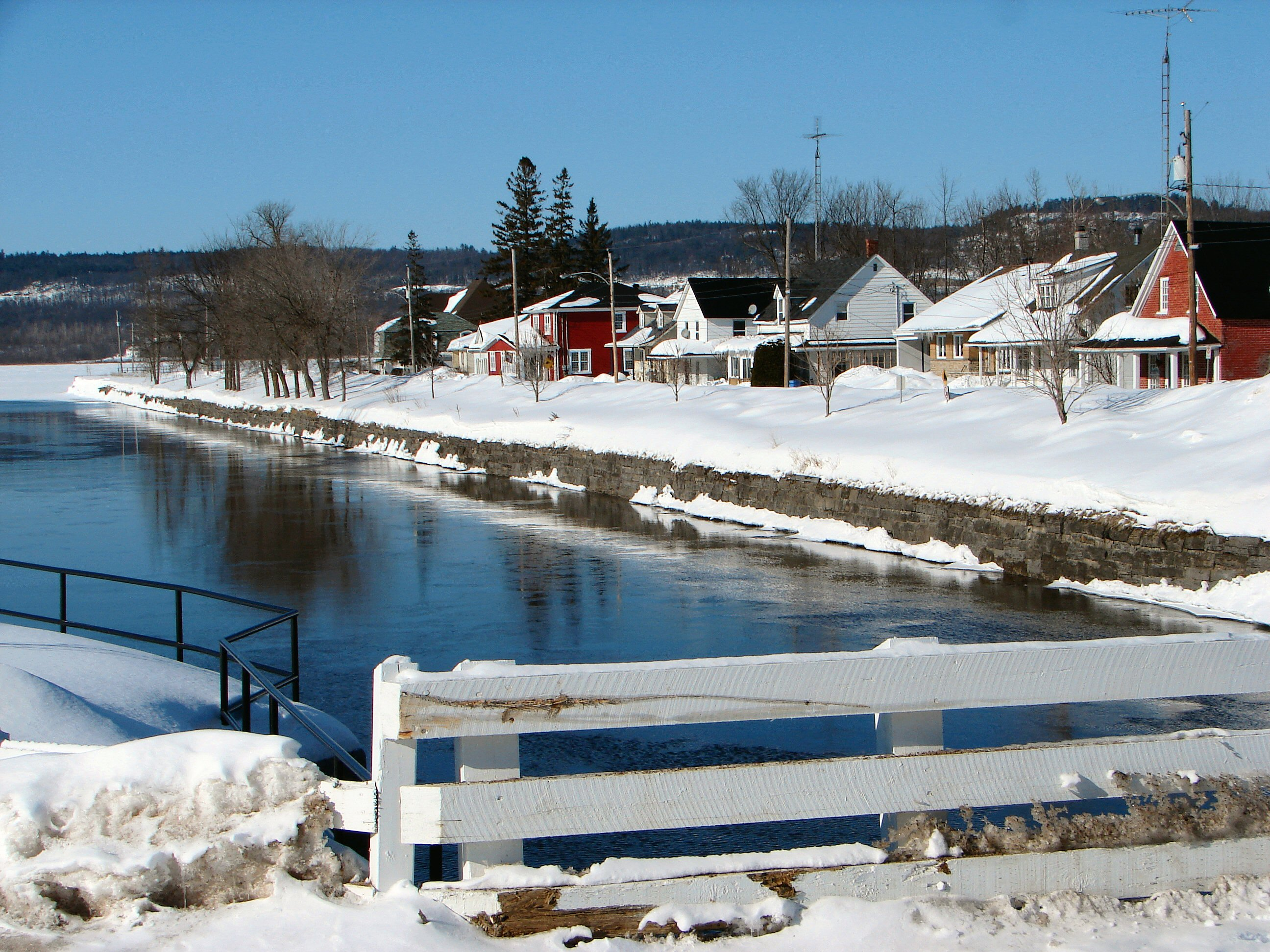
Canal de Grenville

El MRC de Argenteuil fue creado en enero de 1983 para suceder al antiguo condado de Argenteuil.

## Política
El MRC hace parte de la circunscripción electoral de Argenteuil a nivel provincial y de Argenteuil-Mirabel a nivel federal.

## Demografía
Según el censo de Canadá de 2011, había 32 117 personas residiendo en este MRC con una densidad de población de 25,7 hab./km². El aumento de población fue de 7,1 % entre 2006 y 2011.

## Comunidades locales
Hay 9 municipios en el MRC.
| Código | Nombre                   | Tipo      | Fecha de constitución | Área total (km²) | Área agua (km²) | Área tierra (km²) | Población 2013 | Densidad (hab./km²) |
| ------ | ------------------------ | --------- | --------------------- | ---------------- | --------------- | ----------------- | -------------- | ------------------- |
| 76008  | Saint-André-d'Argenteuil | Municipio | 29.12.1999            | 101,9            | 4,1             | 97,8              | 3281           | 33,6                |
| 76020  | Lachute                  | Ciudad    | 30.04.1966            | 112,8            | 3,6             | 109,2             | 12 740         | 116,7               |
| 76025  | Gore                     | Cantón    | 01.07.1855            | 96,6             | 3,7             | 92,9              | 1817           | 19,6                |
| 76030  | Mille-Isles              | Municipio | 01.07.1855            | 61,7             | 0,9             | 60,8              | 1669           | 27,4                |
| 76035  | Wentworth                | Cantón    | 01.07.1855            | 94,4             | 7,2             | 87,2              | 513            | 5,9                 |
| 76043  | Brownsburg-Chatham       | Ciudad    | 06.10.1999            | 255,2            | 6,8             | 248,4             | 7253           | 29,2                |
| 76052  | Grenville-sur-la-Rouge   | Municipio | 24.04.2002            | 329,4            | 13,5            | 315,9             | 2782           | 8,8                 |
| 76055  | Grenville                | Pueblo    | 01.01.1876            | 5,3              | 2,5             | 2,8               | 1596           | 568,0               |
| 76065  | Harrington               | Cantón    | 01.07.1855            | 249,3            | 12,6            | 236,7             | 859            | 3,6                 |
| 760    | Argenteuil               | MRC       | 01.01.1983            | 1306,6           | 55,0            | 1251,6            | 32 510         | 26,0                |